# M2I코퍼레이션
주식회사 M2I코퍼레이션(영어: M2I CORPORATION)은 경기도 안양시에 본사를 둔 산업처리공정 제어장비 제조업체이다.

## 연혁
- 1999.04: 주식회사 엠투아이코퍼레이션 설립 (안양시 동안구 부림동 1590 710호)
- 1999.11: 기업부설 멀티미디어연구소 설립 (한국산업기술진흥협회)
- 1999.12: 산업용 HMI기기 출시
- 1999.12: 기술신용보증기금 우량기술기업 선정
- 2000.04: 벤처기업 지정 (경기중소벤처기업청)
- 2001.11: 해외규격 획득 (UL/CE)
- 2004.08: 수출유망중소기업 지정 (경기중소기업종합지원센터)
- 2004.09: 경기도 유망중소기업 선정 (경기도)
- 2005.10: 신제품 출시 (XTOP 시리즈)
- 2010.04: 남부영업소 설립 (대구)
- 2010.08: 신사옥 완공 및 입주 (경기도 안양시 만안구 전파로24번길 35-11(안양동))
- 2011.06: 경기도 일하기 좋은기업 선정
- 2014.04: ATEX/KCs 방폭 인증 획득 (HMI분야 국내 최초)
- 2016.03: 신제품 출시 ('스마트HMI’TOPR 시리즈)
- 2017.11: 신제품 출시 ('스마트SCADA’TOP-VIEW 시리즈)
- 2017.12: 안양시 우수기업 인증 (안양시)
- 2018.03: NEPSI(중국) 방폭 인증 획득
- 2018.08: 품질경영시스템 인증서 (ISO9001)
- 2019.03: DNV 노르웨이 선급 인증 획득
- 2019.05: 소재부품전문기업 확인 갱신 (산업통상자원부)
- 2019.08: 기술혁신형 중소기업(INNO-BIZ) 확인 갱신 (중소벤처기업부)
- 2019.09: 2019년 경기도 스타기업 지정 (경기도경제과학진흥원)
- 2020.04: 연구개발기업형 벤처기업 인증(중소벤처기업부)
- 2020.07: 코스닥(KOSDAQ) 상장
- 2020.10: 신사옥 완공 및 입주 (경기도 안양시 동안구 시민대로327번길 11-35)
- 2020.11: 일하기좋은중소기업 선정 (대한상공회)
- 2020.12: 신제품 출시 ('자동소화시스템')
- 2021.08: 경영혁신형 중소기업(Main-Biz) 확인 (중소벤처기업부)
- 2022.07: 소재부품장비전문기업 확인 갱신 (산업통상자원부)
- 2022.08: 기술혁신형 중소기업(INNO-BIZ) 확인 갱신 (중소벤처기업부)
- 2023.12: 연구개발유형 벤처기업 확인
- 2024.06: 신제품 출시 ('OUTDOOR HMI')
- 2024.09: 신성장 원천기술 인증(SCADA 부문)
- 2024.11: 정보통신공사업 등록